# Radiação Mesozoica-Cenozoica

Esta imagem mostra a biodiversidade no decorrer do Fanerozoico. Observe o aumento acentuado da biodiversidade após a extinção do Permiano

A fragmentação da Pangeia acabou em especiação alopátrica e um aumento na biodiversidade geral.

A Radiação Mesozoica-Cenozoica é o terceiro grande aumento estendido da biodiversidade no Fanerozoico, depois da Explosão Cambriana e o Grande Evento de Biodiversificação Ordoviciano, que pareceu passar o equilíbrio alcançado depois da radiação Ordoviciana. Tornada conhecida por sua identificação em invertebrados marinhos, essa radiação evolutiva teve início no Mesozoico, depois das extinções do Permiano, e segue até hoje. Essa radiação espetacular atingiu a flora e a fauna terrestre e marinha, durante a qual a fauna “moderna” veio substituir grande parte da fauna paleozoica. Notavelmente, este evento de radiação foi marcado pelo aumento de angiospermas no decorrer da metade do Cretáceo, e a extinção K-Pg, que começou o ligeiro aumento da biodiversidade de mamíferos.

## Causas e significado
As razões exatas desse aumento prolongado na biodiversidade ainda estão sendo discutidas, contudo, a radiação Mesozoico-Cenozoica tem sido frequentemente ligada a mudanças paleogeográficas em larga escala. A fragmentação do supercontinente Pangeia tem sido associada a um aumento da biodiversidade marinha e terrestre. A conexão entre a fragmentação dos supercontinentes e a biodiversidade foi sugerida pela primeira vez por Valentine e Moores em 1972. Eles sugeriram a possibilidade de que o isolamento dos ambientes terrestres e a partição das massas de água oceânicas, como consequência do desdobramento da Pangeia, acabou em um aumento da especiação alopátrica, o que levou a um aumento da biodiversidade. Essas massas de terra menores, embora individualmente sejam menos variadas do que um supercontinente, contêm um alto grau de espécies endêmicas, ocasionando uma biodiversidade geral mais elevada do que uma única massa de terra de tamanho semelhante. Alega-se, portanto, que, à semelhança da biodiversificação ordoviciana, a diferença de biotas ao longo de gradientes ambientais provocados pela desintegração de um supercontinente, foi uma força motriz por trás da radiação mesozoico-cenozoica. Parte do aumento dramático da biodiversidade durante esse período foi causada pela radiação evolutiva de plantas em floração, ou angiospermos, durante o cretáceo médio. Características deste clado associado à reprodução têm servido como uma inovação fundamental para toda uma clade, e levou a uma explosão de evolução após a origem da flor. Estes mais tarde se diversificaram ainda mais e co-irradiaram com insetos polinizadores, aumentando a biodiversidade.
Um terceiro fator que desempenhou um papel na radiação mesozóica-cenozoica foi a extinção K-Pg, que marcou o fim dos dinossauros e, surpreendentemente, resultou em um aumento maciço na biodiversidade de tetrápodes terrestres, que pode ser quase inteiramente atribuído à radiação de mamíferos. Existem várias coisas que poderiam ter causado esse desvio do equilíbrio, uma das quais é que antes da extinção de K-Pg foi alcançado um equilíbrio que limitava a biodiversidade. O evento de extinção reorganizou a ecologia fundamental, na qual a diversidade é construída e mantida. Depois que esses ecossistemas reorganizados estabilizaram um novo, maior, o equilíbrio foi mantido durante o Cenozoico.